# Alt Gr

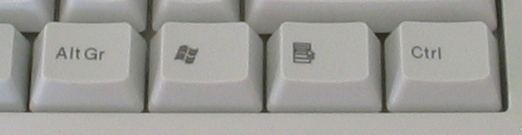
La tecla AltGr toma, normalmente el lugar del Alt derecho. En los teclados que no cuentan con tecla AltGr, se utiliza para cumplir su función la combinación Ctrl+Alt.

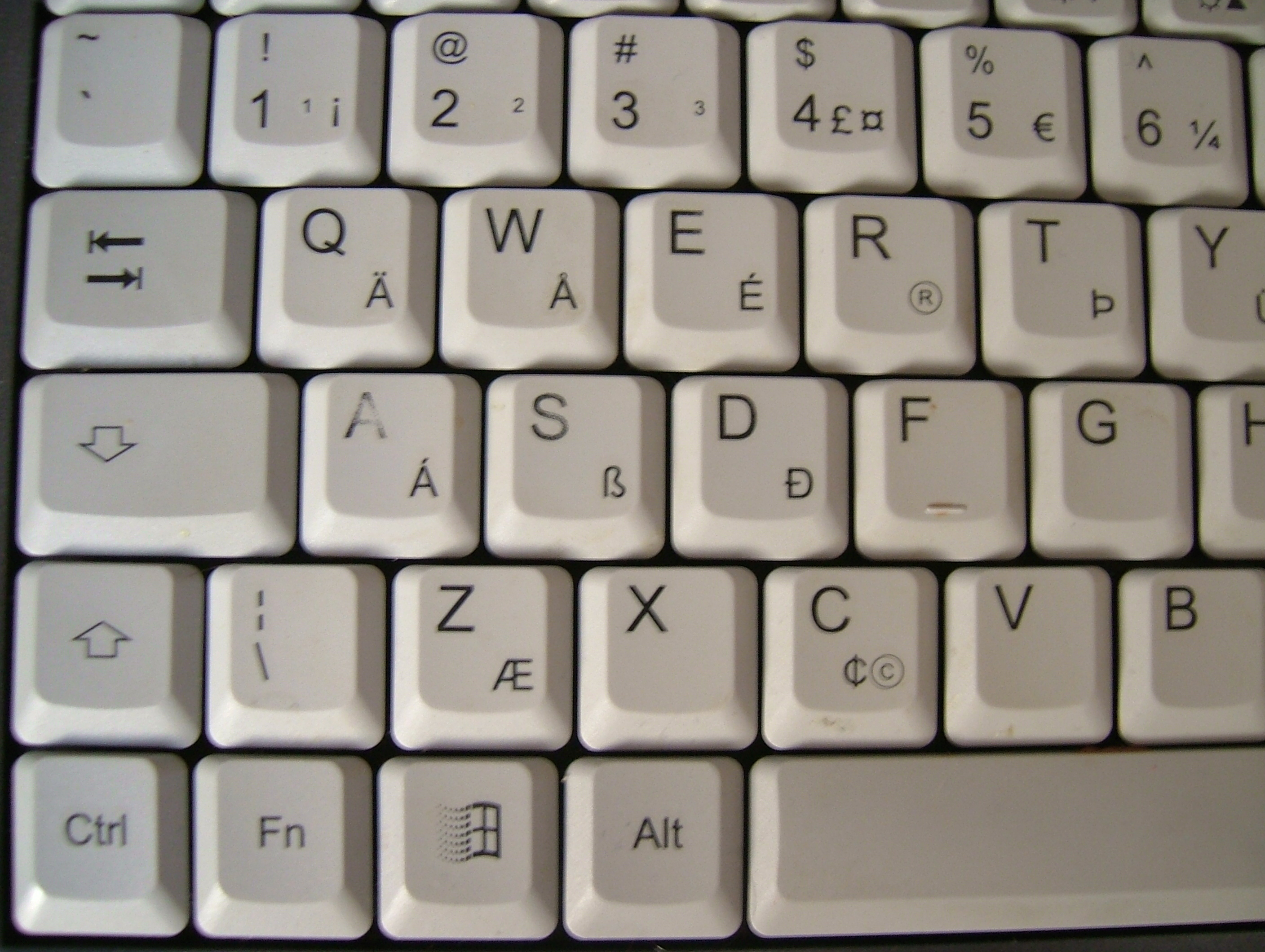
Un teclado con los grabados adicionales, mostrando las teclas de tercer y cuarto nivel incluidos en la plantilla de teclado US-International.

La tecla Alt Gr (Alt Graph, Alt Gráfico, Alt Graphics, Alt derecho) es una tecla modificadora encontrada en algunos teclados de computadora y comúnmente usada para escribir caracteres que inusualmente se localizan en la distribución del teclado, tales como símbolos de monedas o letras acentuadas, además de letras complementarias de alfabetos. En un típico teclado de computadora personal compatible con IBM PC, cuando está presente, la tecla Alt Gr toma el lugar de la tecla derecha Alt. En Mac OS X la tecla Option tiene funciones similares a Alt Gr.
El uso de Alt Gr es similar al de la tecla ⇧ Mayús (tecla shift): se debe presionar mientras se presiona otra tecla para obtener un nuevo carácter diferente al que la otra tecla produce normalmente. Algunos ejemplos de los caracteres obtenidos bajo la plantilla de teclado en español son los siguientes:
- AltGr+2 → @ (arroba)
- AltGr+3 → # (almohadilla)
- AltGr+4 → ~ (virgulilla)
- AltGr+e → € (euro)

## Significado
El significado de la abreviación de la tecla no está dado explícitamente en ningún manual técnico de referencia compatible con IBM PC. Como sea, IBM establece que “Alt Gr” es una abreviatura de alternate graphic (alternativa gráfica), y los teclados de Sun Microsystems etiquetaron la tecla como Alt Graph.
Aparentemente, Alt Gr fue originalmente introducida como un medio para producir "dibujos" en ASCII, también conocidos como pseudográficos, en interfaces de usuario de texto. Estos caracteres son menormente utilizados en interfaces de usuario gráficas, y en lugar de alternate graphic, la tecla es actualmente utilizada para producir "grafemas alternativos".

## Control + Alt como sustituto

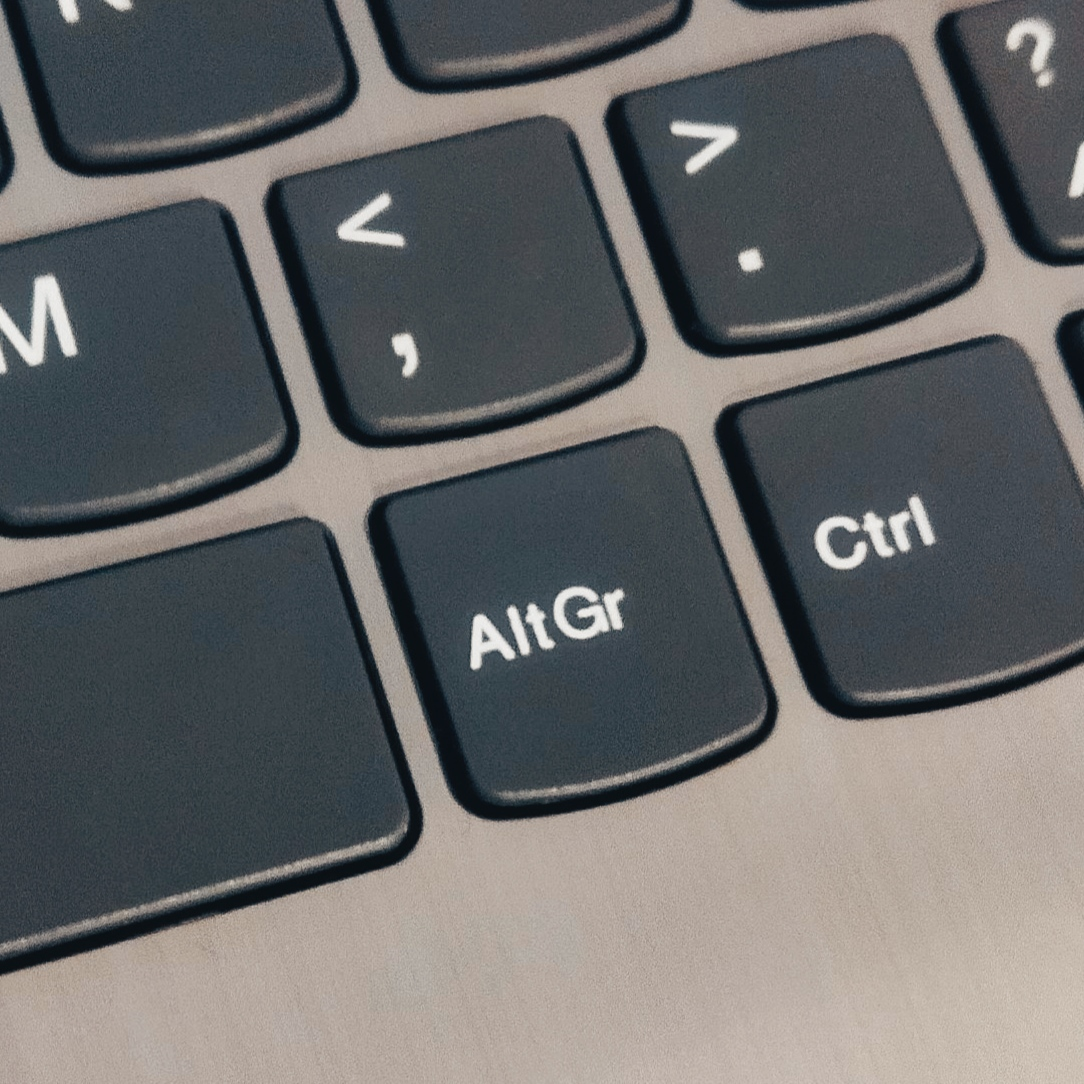
Tecla en un computador Lenovo

Originalmente, los teclados de PC configurados en la plantilla US-International (específicamente el teclado US 101-teclas PC/AT), no cuentan con la tecla Alt Gr, ya que solo era relevante para los mercados no estadounidenses, en su lugar solo contaban con las teclas izquierda y derecha Alt.
La tecla derecha Alt, es usualmente equivalente a la Alt Gr, ambas comparten el mismo código de tecla y son indistinguibles para el software. En algunos teclados puede no ocurrir, o (más común en teclados de portátiles) la tecla derecha Alt puede desaparecer del todo. Para permitir la funcionalidad específica de Alt Gr cuando se escribe texto en otro idioma distinto al inglés en cualquier teclado, Microsoft Windows comenzó a permitir la emulación de la tecla presionando las teclas Alt y Ctrl al mismo tiempo:
Ctrl+Alt ≈ Alt Gr
Por lo tanto, es recomendable que esa combinación no sea usada como modificador en los atajos de teclado en Windows, dependiendo de la plantilla del teclado y la configuración, o se intentaría obtener un carácter especial con el cual accidentalmente detonaría el atajo, o las teclas presionadas para el atajo pueden pasar inadvertidamente interpretadas cuando el usuario intente introducir un carácter especial.
Teclado IBM PC/Compatible IBM PC/Microsoft Windows (distribución española).

## Función US international
En la plantilla de teclado US international, la tecla AltGr puede ser utilizada para generar los siguientes caracteres:
```
¡ ² ³ ¤ € ¼ ½ ¾ ‘ ’ ¥ ×
 ä å é ® þ ü ú í ó ö « »
  á ß ð           ø ¶ ´ ¬
   æ   ©     ñ µ ç   ¿
```

y en combinación con la tecla ⇧ Mayús:
```
¹     £               ÷
 Ä Å É   Þ Ü Ú Í Ó Ö
  Á § Ð           Ø ° ¨ ¦
   Æ   ¢     Ñ   Ç
```